# نادي العين (السعودية)
نادي العين السعودي لكرة القدم هو نادي كرة قدم سعودي محترف مقرهُ منطقة الباحة جنوب غرب السعودية ، تأسس عام 1398 هـ 1978م، أول تاسيسه كان يلقب بنادي "زهران" وبعدها تم تغيير الاسم إلى نادي "العميد" وفي عام 2013م تم اعتماد النادي لمسمى "العين"، صعد النادي لأول مرة في تاريخه إلى الدوري السعودي للمحترفين 2020م-2021م ويشارك حاليا في دوري الدرجة الأولى السعودي .

## تشكيلة الفريق الحالية
ملاحظة: تشير الأعلام إلى المنتخب بحسب قواعد الأهلية المعتمدة من قبل الفيفا؛ تنطبق بعض الاستثناءات المحدودة. وقد يحمل اللاعبون أكثر من جنسية لا تعترف بها الفيفا.
| الرقم | البلد    | المركز | اللاعب        |
| ----- | -------- | ------ | ------------- |
| 1     | السعودية | حارس   | بندر الشهراني |
| 2     | السعودية | مدافع  | يوسف الزهراني |
| 3     | غانا     | وسط    | كوامي بونسو   |
| 4     | السعودية | مدافع  | حسن ربيع      |
| 6     | السعودية | وسط    | علي دباج      |
| 7     | السعودية | مهاجم  | حسن شراحيلي   |
| 8     | السعودية | وسط    | خالد مداد     |
| 10    | السعودية | وسط    | محمد السفياني |
| 12    | السعودية | مدافع  | ياسر يعقوب    |
| 15    | السعودية | وسط    | زياد الرفاعي  |
| 18    | السعودية | وسط    | مهند النجعي   |
| 20    | السعودية | مهاجم  | حمود الشمري   |
| 21    | أوغندا   | مدافع  | هاليد لواليوا |

| الرقم | البلد           | المركز | اللاعب                              |
| ----- | --------------- | ------ | ----------------------------------- |
| 22    | السعودية        | حارس   | محمد السماعيل                       |
| 23    | السعودية        | مدافع  | فارس الشراري                        |
| 24    | السعودية        | وسط    | عبد المجيد الثبيتي                  |
| 25    | السعودية        | مدافع  | متعب الخالدي (معار من نادي الفيحاء) |
| 29    | السعودية        | مهاجم  | بتال الحارثي (معار من نادي الحزم)   |
| 30    | غينيا بيساو     | مهاجم  | إنسا فاتي                           |
| 52    | السعودية        | مدافع  | عبد المجيد العنزي                   |
| 55    | السعودية        | مدافع  | نواف الصبحي                         |
| 70    | السعودية        | وسط    | المعتصم صديق                        |
| 77    | السعودية        | وسط    | محمد النخلي                         |
| 30    | البوسنة والهرسك | حارس   | سلافيسا بوغدانوفيتش                 |
| 97    | إنجلترا         | مهاجم  | جوزي أوغو                           |